# Diplazium flavescens
Diplazium flavescens là một loài dương xỉ trong họ Athyriaceae. Loài này được Mett. Christ mô tả khoa học đầu tiên năm 1897.